# Dragon Magazine
Dragon Magazine (яп. ドラゴンマガジン дорагон магадзин, от англ. «Журнал „Дракон“»), сокращенно называемый Doramaga («Дорамага») или DM, — японский литературный журнал для мужчин, в котором публикуются произведения формата «лайт-новел» (короткие романы). Журнал выходит в издательстве Fujimi Shobo с 1988 года. В нём было напечатано множество популярных работ, изредка публикуется манга. С 19 марта 2008 года Dragon Magazine издаётся с периодичностью дважды в месяц.
С 2005 по 2007 год в издательстве Fujimi Shobo выходило специальное приложение — Fantasia Battle Royal (ファンタジアバトルロイヤル), также журнал «лайт-новел» для мужчин.

## Лайт-новел в журнале

### Текущая публикация
- The Ambition of Oda Nobuna
- Itsuka Tenma no Kuro Usagi Kurenai Gekkou no Seitokaishitsu
- Date A Live
- High School DxD
- Kantai Collection: Bonds of the Wings of Cranes
- The Legend of the Great Legendary Heroes
- Maburaho
- Saenai Heroine no Sodatekata
- Tokyo Ravens

### Публикация завершена
- Chrome Shelled Regios
- Dakara Boku wa, H ga Dekinai.
- Densetsu no Yūsha no Densetsu
- Full Metal Panic!
- Omamori Himari
- Rune Soldier
- Angel Howling
- Chrono Crusade (манга)
- Dragon Half (манга)
- Kaze no Stigma
- Saber Marionette
- Scrapped Princess
- Рубаки
- Sorcerous Stabber Orphen
- Weathering Continent
- Goshuushou-sama Ninomiya-kun